# Serge Grave
Pour les articles homonymes, voir Lefèvre.
Serge Hubert Lefèvre-Grave dit Serge Grave, né le 21 septembre 1919 à Paris 14e et mort le 30 janvier 1995 à Meaux (Seine-et-Marne), est un acteur français.

## Biographie
Adolescent, Serge Grave est spécialisé dans les rôles d'enfant et de jeune homme, notamment dans les films de Marc Allégret ou de Sacha Guitry. Sa carrière est bien moins fournie à l'âge adulte.

## Filmographie
- 1934 : Sans famille de Marc Allégret
- 1934 : L'Hôtel du libre échange de Marc Allégret
- 1934 : Zouzou de Marc Allégret
- 1935 : L'Équipage d'Anatole Litvak
- 1935 : J'aime toutes les femmes de Carl Lamac et Henri Decoin
- 1935 : Debout là-dedans ! d'Henry Wulschleger
- 1935 : Jérôme Perreau, héros des barricades d'Abel Gance
- 1935 : Les Deux Gamines de Maurice Champreux et René Hervil
- 1936 : Le Roman d'un tricheur de Sacha Guitry
- 1936 : Les Deux gosses de Fernand Rivers
- 1936 : Les Grands de Félix Gandera et Robert Bibal
- 1936 : La Loupiote de Jean Kemm et Jean-Louis Bouquet
- 1936 : Mon père avait raison de Sacha Guitry
- 1936 : Le Vagabond bien-aimé de Kurt Bernhardt
- 1937 : La Guerre des gosses de Jacques Daroy et Eugène Deslaw
- 1937 : Boissière de Fernand Rivers
- 1937 : Tempête sur l'Asie de Richard Oswald
- 1938 : La Route enchantée de Pierre Caron
- 1938 : Les Disparus de Saint-Agil de Christian-Jaque
- 1939 : Le Monde en armes de Jean Oser
- 1941 : L'Enfer des anges de Christian-Jaque
- 1947 : Rumeurs de Jacques Daroy
- 1949 : Le Point du jour de Louis Daquin : Corentin[1]
- 1949 : L'Ange rouge de Jacques Daniel-Norman
- 1949 : Tire au flanc de Fernand Rivers
- 1950 : Premières armes de René Wheeler
- 1950 : Sous le ciel de Paris de Julien Duvivier
- 1950 : Les Anciens de Saint-Loup de Georges Lampin
- 1951 : Cœur-sur-Mer de Jacques Daniel-Norman